# Tiberius Avidius Quietus
Tiberius Avidius Quietus (gestorven ca. 107) was een Romeins politicus die in de tweede helft van de 1e eeuw en het eerste decennium van de 2e eeuw leefde. 
Quietus stamde uit een rijke, voorname en goed ingevoerde politieke familie uit Faventia (het moderne Faenza in Italië). Quietus had een broer genaamd Gaius Avidius Nigrinus, twee neven, een jongere Gaius Avidius Nigrinus en Titus Avidius Quietus. Ook was hij een oudoom van een schoondochter (Avidia Plautia) van de Romeinse keizer Hadrianus. Quietus en zijn familie waren mogelijk gerelateerd aan de consul Gaius Petronius Pontius Nigrinus, die zijn consulaat in het jaar 37 n.Chr. had bekleed, het sterfjaar van de Romeinse keizer Tiberius. 
Van zo rond 97 tot ongeveer 101 was hij gouverneur van de Romeinse provincie Britannia. 